# Antoine Imbert Filhol
Pour les articles homonymes, voir Imbert et Filholi.
Antoine Imbert dit Filhol, né à Fréjus ou au Luc et mort le 2 décembre 1550, est un ecclésiastique qui fut coadjuteur en 1530 puis archevêque d'Aix-en-Provence de 1541 à 1550.

## Biographie
Antoine Imbert est le fils de noble Jean Imbert et de Diane de Cabanes, né au Luc ou à Fréjus. Docteur in utroque jure, il aurait pris le nom de Filhol, Filholi/Philholi ou Le Filleul par reconnaissance envers son oncle maternel et bienfaiteur Pierre Filhol. Il est d'abord vicaire de Saint-Pierre de Brignoles lorsqu'il obtient du pape Clément VII la bulle pontificale qui le nomme le 9 mars 1530 coadjuteur de son oncle. Il administre alors de facto l'archidiocèse. Le 8 août 1534 il consacre l'église Saint-Sauveur et le roi François Ier lui ordonne le 17 janvier 1537 de mettre en œuvre la bulle qui prévoit la réforme des dominicains de Saint-Maximin-la-Sainte-Baume de Saint-Barthélemy. Il succède à l'archevêché d'Aix en 1541 et exerce la charge de lieutenant-général du gouverneur de Provence. Il est nommé l'un des évêques ambassadeurs au Concile de Trente par le roi François Ier en 1541. Il arrive à Trente en 1545 et participe aux sessions de 1546 à 1547.
Il souffre de problèmes articulaires et meurt le 2 décembre 1550.

## Héraldique
Ses armoiries sont : écartelé au 1er et au 4e d'azur à l'arbre d'or au chef de nuées d'où tombent des gouttes d'eau sur l'azur (Imbert) et au 2e et au 3e d'azur à la bande d'or accostée de deux glands de même (Filhol).